# خوزه لوئیز والدز
خوزه لوئیز والدز (انگلیسی: José Luis Valdez؛ زادهٔ ۱۴ آوریل ۱۹۹۸) بازیکن فوتبال اهل آرژانتین است.
وی همچنین در تیم ملی فوتبال Argentina U17 بازی کرده‌است.